# Clethrophora distincta
Clethrophora distincta är en fjärilsart som beskrevs av John Henry Leech 1889. Clethrophora distincta ingår i släktet Clethrophora och familjen trågspinnare. Inga underarter finns listade i Catalogue of Life.

## Bildgalleri

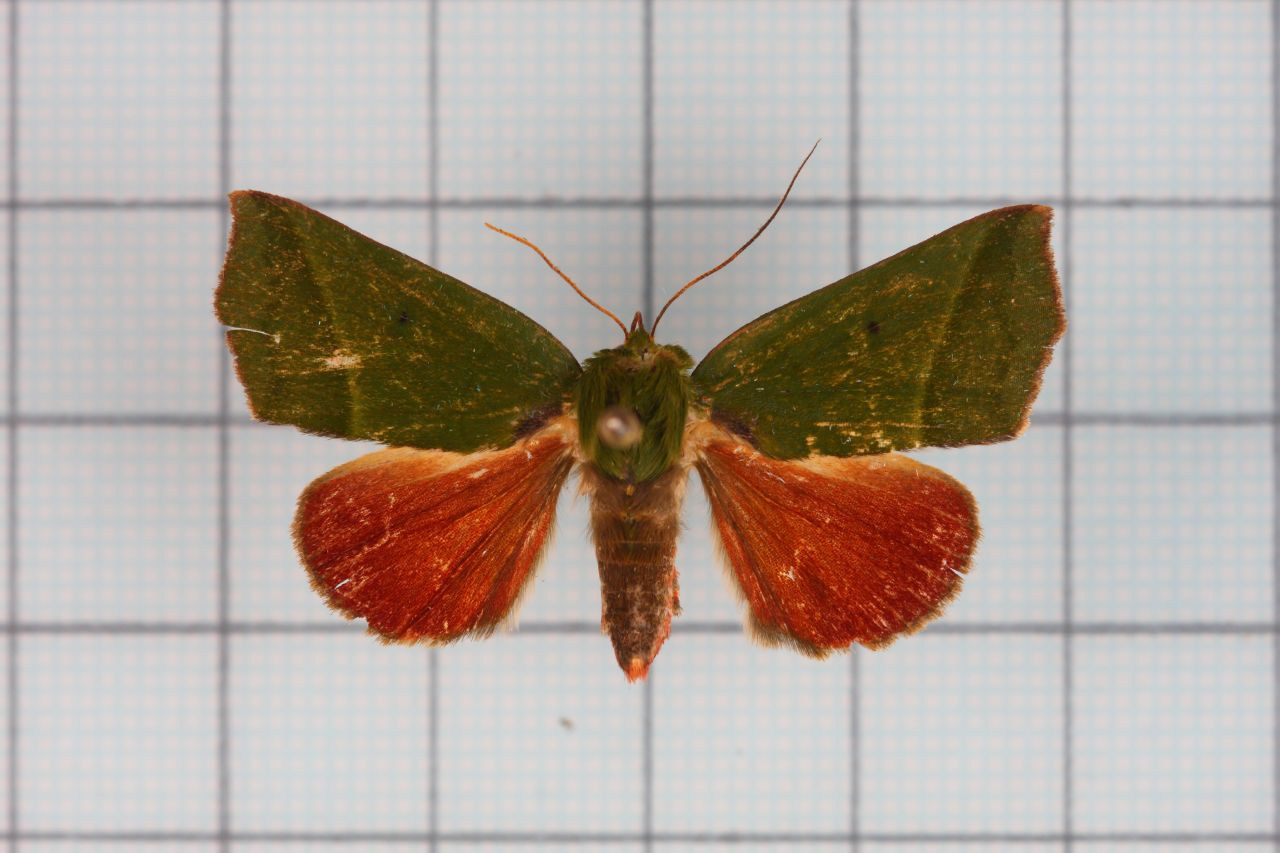